# Lemsip
Lemsip (рус. Ле́мсип) — бренд лекарственных средств от простуды и гриппа, которые продаются в Великобритании, Ирландии, Австралии и Новой Зеландии. Принадлежит компании Reckitt.

## Продукция
Оригинальным и самым известным продуктом Lemsip является горячий напиток со вкусом лимона, содержащий 650 мг парацетамола (анальгетик) и 10 мг фенилэфрина гидрохлорида (противоотёчное средство), которые помогают облегчить головную боль, лихорадку, заложенность носа, боли в теле и боль в горле. В 1995 году в производство была запущена линейка Lemsip Max, которая включала в себя вкусы лимона, чёрной смородины и горячих напитков «Breathe Easy», а также множество капсульных продуктов, включая капсулы Lemsip Max от простуды и гриппа. Весь ассортимент Lemsip Max содержит максимальный уровень активных ингредиентов, разрешённый для общего листинга в продаже в Великобритании. В 2016 году это был четвёртый по величине объём продаж безрецептурных препаратов в Великобритании, объём продаж составил 63,9 млн фунтов стерлингов.
В 2007 году в производство были запущены горячие напитки Lemsip Max All In One со вкусами «Лимон» (англ. Lemon), «Лесные ягоды» (англ. Wild Berry) и «Горячий апельсин» (англ. Hot Orange), а также «Breathe Easy». В 2008 году в линейку Lemsip Max All In One было добавлено средство Liquid. Средства содержат 200 мг гвайфенезина, который помогает облегчить грудной кашель, в дополнение к 1000 мг парацетамола и 12,2 мг фенилэфрина гидрохлорида (12,18 мг фенилэфрина гидрохлорида в жидкости Lemsip Max All In One), который направлен на облегчение головной боли, боли в горле, лихорадки, боли в теле и заложенности носа. В ассортименте Lemsip теперь есть капсулы, таблетки, жидкости и саше с горячими напитками.

## Побочные эффекты, противопоказания и взаимодействия
Возможные побочные эффекты включают гиперчувствительность, проблемы с кровью или, выше рекомендуемой дозы, панкреатит и рвоту.
Приём Lemsip вместе с другими лекарствами, содержащими парацетамол, может вызвать передозировку, что может привести к серьёзному повреждению печени и почек.
Фенилэфрин, который, наряду с парацетамолом, является одним из двух основных активных ингредиентов Lemsip и должен отвечать за большинство заявленных эффектов продукта, был признан неэффективным в качестве противоотёчного средства в 2015 году, что заставило некоторых фармацевтов призвать к запрету этого ингредиента.